# Kidexpo
Kidexpo est un salon grand public annuel consacré aux familles et aux enfants. Organisé par GL events, le salon a été créé en 2007 par Continental Expo. Il a lieu chaque année durant les vacances de la Toussaint, 4 jours fin octobre au parc des expositions de la porte de Versailles.
L'événement figure dans le top 10 des salons grand public parisiens[réf. nécessaire], aux côtés d’institutions comme le Mondial de l’automobile, la Foire de Paris ou encore le Salon de l’agriculture.
Depuis 2018, une édition lyonnaise a été créée. Elle a lieu chaque année au printemps pendant 2 jours à Eurexpo Lyon.

## Histoire
La première édition de Kidexpo a eu lieu du 1er au 3 juin 2007 à Paris-Porte de Versailles. Dès la seconde édition, Kidexpo se positionne pendant les vacances de la Toussaint et ne changera plus de période.
Plus de 300 exposants présentent les dernières nouveautés pour les enfants de 3 à 14 ans. Il est notamment possible de tester en avant-première certains jeux commercialisés pour les fêtes de Noël, avec une centaine d’ateliers pédagogiques, comme A table (ateliers cuisine), Ma planète (village pour sensibiliser au développement durable) Kids Bazar (présentation de création par des artisans et jeunes entreprises), Coin des parents (rencontres de professionnels de l'éducation et de parents) ou encore Bouge (séances d'initiations, démonstrations d'athlètes et rencontres avec des fédérations sportives et des champions)... Par ailleurs, en 2012, Jonathan Mahoto, membre de la Fédération française de Double Dutch et de l’équipe nationale, a organisé au salon le "double Dutch natation", discipline pour les enfants qui consiste en la réalisation de figures et combinaisons à plusieurs. Frédérick Bousquet, champion d'Europe et médaillé olympique, a lui organisé une séance d'éveil aquatique avec les mois de trois ans. 

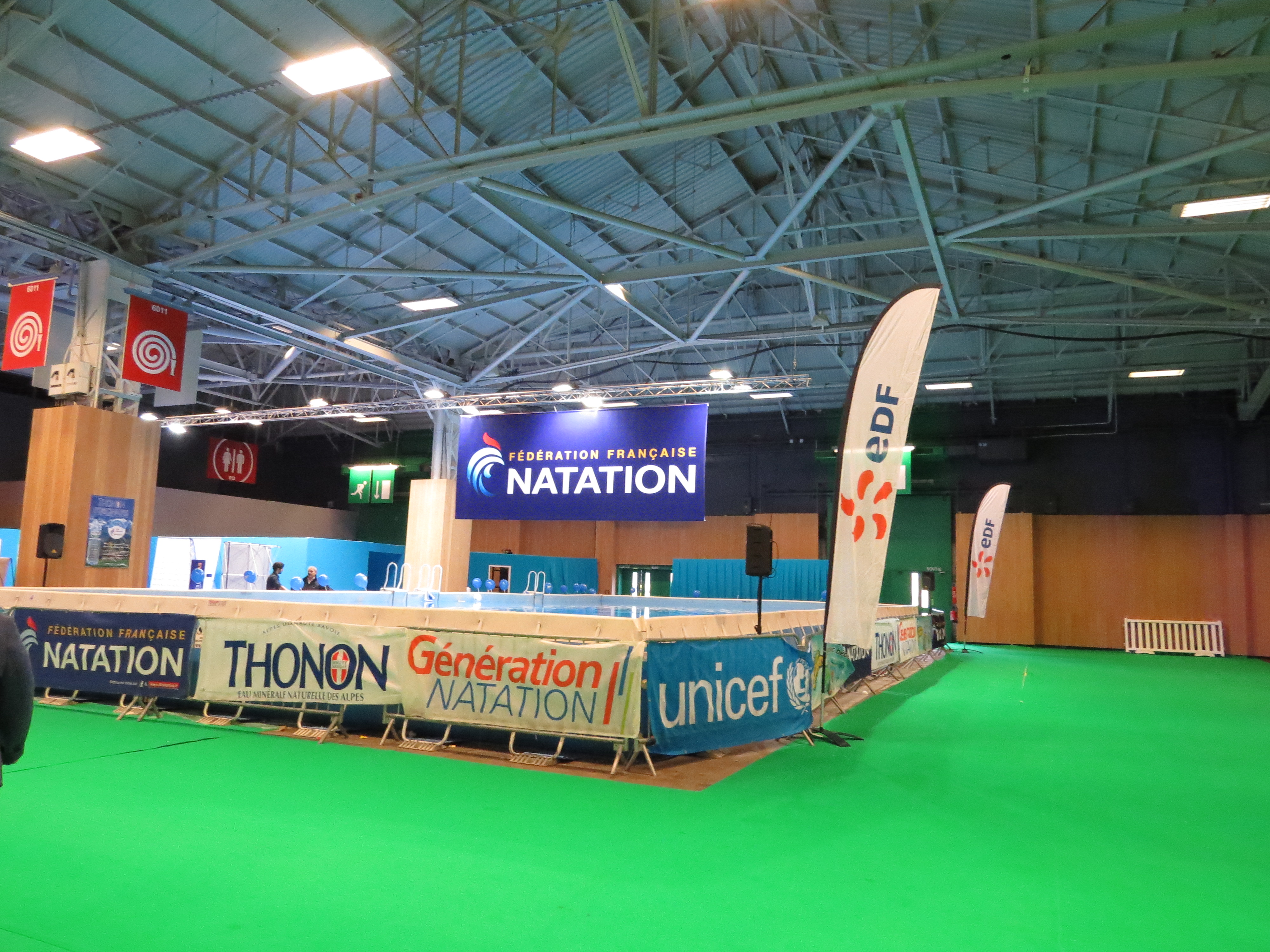
Stand de la Fédération française de natation à Kidexpo